# Cadillac Series 60
Cadillac Series 60 — среднеразмерный по размерам и ценовой категории автомобиль «престижного» подразделения General Motors — Cadillac, выпускавшийся с 1936 по 1938 год. С 1939 выпускалась модель Sixty Special, производная от Series 60, и это название сохранялось в модельном ряду Cadillac до 1993 года.

## Кузов и шасси
Series 60 был детищем нового управляющего Cadillac — Николоса Дрейстатда. Появившись в 1936 году, модель заполнила брешь в ценовой категории между LaSalle и Series 70. Поначалу она имела колёсную базу одноплатформенников в лице LaSalle, Buick и Oldsmobile, однако в 1937-38 годах получила увеличенную на 77 мм колёсную базу.
Экстерьер в целом напоминал остальные автомобили, спроектированные Харли Эрлом, особенно высокая, стройная решётка радиатора и раздвоенное лобовое стекло. В автомобиле применили цельную крышу «Turret Top» разработки кузовного ателье Fisher Body и тормоза Bendix с двойным сервоприводом. Series 60 имел независимую подвеску типа Дюбонне («Knee-Action»), которую Cadillac начали ставить в 1934 году, однако для автомобиля средней ценовой категории она была новшеством.

## Двигатель
В качестве двигателя использовался новый недорогой 5,3-литровый «моноблок» V8, развивающий 125 л. с., что всего на 10 лошадиных сил меньше, чем у остальных «кадиллаков» того времени. В 1937 году объём двигателя возрос до 5,7 литров, а мощность — на 10 лошадиных сил, теперь это был самый мощный «кадиллак» с 8-цилиндровым двигателем.

## Значение
В 1936 году Series 60 стоил 1900 долларов, был самым дешёвым «кадиллаком», и поэтому быстро снискал популярность, тем более в те времена, когда США ещё не начали оправляться после Великой депрессии. За год компания подняла объёмы производства до прежних цифр, а к 1939 году увеличила их до 13 тыс. автомобилей в год. В 1936 году 60-я серия составляла половину всех проданных «кадиллаков». В 1938 году на смену 60-й пришла 61-я серия.

## Галерея
- 1936 Cadillac Series 60
- 1937 Cadillac Series 60 кабриолет
- Cadillac Series 37-6027 спортивное купе
- 1937 Cadillac Series 60 двухдверный кабриолет
- 1937 Cadillac Series 60
- 1937 Cadillac Series 60